# Équipe de France féminine de hockey sur gazon
Pour les articles homonymes, voir Équipe de France.
L'équipe de France de hockey sur gazon féminin (ancien surnom: les Blue Belles Girls) est la sélection des meilleures joueuses françaises de hockey sur gazon.

## Historique
Elle a terminé troisième du championnat d'Europe en salle en 2002 aux Ponts-de-Cé (Maine-et-Loire) en France et seconde de la Coupe des Alpes la même année juste auparavant à Prague. La France a aussi terminé 4e du championnat d'Europe en salle en 1977 à Bruxelles, en 1990 à Elmshorn et en 2004 à Heindhoven, et également troisième de l'édition 2003 de la coupe du monde en salle de la spécialité, organisée à Leipzig, mais elle n'a jamais pu se qualifier pour le tournoi olympique depuis 1984 à Los Angeles (la première édition de l'épreuve, organisée en 1981 à Moscou, ayant été boycottée par l'équipe de France).
La Coupe des Alpes féminine a été créée en 1986 (1981 pour les hommes): outre la France, elle regroupe cinq autres nations alpines, annuellement (Italie, Autriche, Suisse, Croatie, et République tchèque). La France a remporté neuf fois cette compétition, dont la première manifestation organisée à Lyon et les deux suivantes : en 1986 (Lyon), 1987 (Turin), 1988 (Prague), 1993 (Prague), 1996 (Vienne), 1998 (Prague), 2000 (Vienne), 2001 (Vérone), et 2007 (Lyon). Y sont admises alternativement les équipes des moins de 21 ans ou des seniors, selon le calendrier international.
La France a également terminé seconde du Trophée (et Challenge alors) européen des nations en salle en 2000 à Liévin, et du Challenge (seul alors) en 2010 à Rouen (et aussi 4e du Trophée/Challenge en 1998 à Slagelse).
Les meilleures performances de l'équipe de France dans la Coupe Celtique ont été deux fois 2e, en 2001 à Amiens (1re édition de l'épreuve féminine) et en 2006 au Touquet.
Actuellement la France se situe à la 17e place mondiale au niveau féminin sur gazon.
La France est championne d'Europe de Division III en 2019 et championne d'Europe de division II en 2023.
En tant que nation hôte pour les Jeux olympiques de Paris en 2024, les Bleues doivent faire partie du top 25 mondial pour disputer le premier tournoi olympique de leur histoire. Ce qu'elles sont parvenues à faire en remontant à la 20e place mondiale en mars 2024.

## Palmarès

### Jeux olympiques
- 2024 : 12e

## Effectif pour les JO Paris 2024
Qualifiée en tant que pays hôte, l’équipe de France féminine participe aux JO de Paris du 27 juillet au 9 août 2024
Effectif
Clot
Catherine
Numéro 3
24 sélections 
Ponthieu
Emma
Numéro 4
83 sélections
Lahlah
Mickaela
Numéro 5
41 sélections 
Le Nindre
Paola
1. 7

21 sélections 
Lhopital
Yohanna
1. 8

65 sélections 
Delemazure
Philippine
1. 10

20 sélections 
Simon
Marie
1. 12 (remplaçante)

69 sélections 
Verrier
Gabrielle
1. 14

29 sélections 
Lesgourgues
Alice
1. 16 rempl

37 sélections 
(Remplaçante)
Arnaud
Victoire
1. 17

41 sélections 
Van Bolhuis
Guusje
1. 18

53
Duffrene
Mathilde
1. 19

24 sélections 
Verzura
Eve
1. 22

45 sélections 
Lardeur
Ines
1. 23

93 sélections 
Ehrmann
Lucie (gardienne de but)
1. 24

26 sélections 
( Villa Primrose - Den Bosch, Hollande)
Garot
Albane
1. 25

53 sélections 
Gaspari
Delfina
1. 27

62 sélections 
Schubert
Tessa-Margot
1. 28

33 sélections 
Petriaux
Mathilde
1. 31

57 sélections

## Effectifs des années précédentes
Joueuses sélectionnées pour le championnat d’Europe sur gazon groupe B en septembre 2007 : Nathalie Agis (Stade français), Émilie Bègue (Cambrai HC), Philippine Berly (Stade français), Perrine Bretigny (SC Abbeville), Muriel Foulard Lazennec (St Germain HC), Anabelle Got (CA Montrouge), Juliette Hevin (Paris Jean-Bouin), Mélusine Labbaye (Lille MHC), Christelle Lafaury (Campo de Madrid - Espagne), Marie Céline Lamas (Stade français), Louise Lebaindre (Lille MHC), Juliette Leman (Lille MHC), Élise Preney (St Germain HC), Marion Rehby (Lille MHC), Appoline Rogeau (St Germain HC), Perrine Roger (HC Nantes), Claire Sansonetti (HC Nantes) et Gaëlle Verrier (St Germain HC).
L'équipe de France prend part au Championnat d'Europe en salle groupe B en janvier 2012 à Slagelse (Danemark) et remporte la compétition, retrouvant ainsi l'élite du groupe A (équipe: Perrine Roger, Marie Munch, Émilie Bègue, Élise Preney, Claire Sansonetti, Alix Perrocheau, Jeanne Mennesson, Gwenaëlle Dutel (élue meilleure joueuse), Peggy Bergère, Muriel Foulard, Marguerite Parent, Anabelle Got, entraîneur Sophie Llobet). 

## Joueuses françaises notables au niveau international
- Emilie Bègue ;
- Peggy Bergère ;
- Gwenaëlle Dutel ;
- Laetitia Varache ;
- Muriel Foulard-Lazennec ;
- Christelle Lafaury ;
- Sophie Llobet ;
- Élise Preney ;
- Marion Rehby ;
- Blandine Delavenne (111 sélections, licenciée au Amiens Sports Club (ASC)) ;
- Maëlle Loyot (née en 1971, gardienne de but lors de la Coupe du monde en salle 2003 (3e), élue meilleure joueuse du tournoi à son poste, 3e du championnat d'Europe en salle en 2002, 2e de la Coupe des Alpes en 2002; licenciée au Stade français (club durant sa période active champion de France en 1990, 1991, 1992, 1993, 1994, 1996, 1997, et 1998), au CA Montrouge, et au SCO Angers) ;
- Sophie Le Jossec (107 sélections) ;
- Laetitia Doutriaux (née le 9 septembre 1964 à Évreux, 103 sélections) ;
- Anne-Bénédicte Busschaert (épouse Desmettre, 102 sélections, ailière gauche durant la deuxième moitié des années 1980, licenciée au Lille MHC, à l'origine de la création du Bourges Hockey sur gazon, qu'elle préside) ;
- Autres joueuses renommées du Stade français (club 43 fois champion de France (record)): Françoise Goy, Annette Guérin, Christine Guérin, Régine Odinet.

## Joueuses troisième lors de la coupe du monde en salle 2003
- Gardiennes : Maëlle Loyot (SCO Angers, élue meilleure GK du tournoi), Marion Rehby (Lille HC);
- Arrières : Sandrine Boccara (CA Montrouge), Perrine Brétigny (SC Abbeville), Sophie Hure (SC Abbeville), Sophie Llobet (ASF Antibes) ;
- Milieux : Nathalie Agis (Stade Français), Peggy Bergère (Laren (Larensche Mixed Hockey Club) - Hollande; vice-championne des Pays-Bas en 2003), Muriel Foulard Lazennec (St-Germain HC), Aurélie Morin (CA Montrouge);
- Avants :

Christelle Lafaury (Lille HC), Céline Orefice (Lille HC).